# Stefán Gíslason
Stefán Gíslason (Fjarðabyggð, 15 maart 1980) is een IJslands voetbalcoach en voormalig voetballer. Hij speelt als middenvelder. Sinds 2002 heeft hij 33 keer voor de nationale ploeg van IJsland gespeeld.

## Spelerscarrière
Stefán Gíslason debuteerde in 1997 bij de IJslandse eersteklasser KR Reykjavík. Hij was toen 17 jaar en stond onder contract bij het Engelse Arsenal FC. Maar wegens een gebrek aan speelkansen werd hij door de Gunners uitgeleend aan KR.
Na twee jaar verhuisde hij voor het eerst naar Noorwegen. Hij ging aan de slag bij Strømsgodset IF, waarmee hij eerst degradeerde en daarna weer promoveerde. In 2002 ruilde hij de liftploeg in voor het Oostenrijkse Grazer AK, maar daar kwam hij amper aan spelen toe. Stefán keerde terug naar zijn geboorteland en promoveerde er met ÍB Keflavík meteen naar de hoogste afdeling.
In 2005 haalde FC Lyn Oslo hem opnieuw naar Noorwegen. Stefán werd een vaste waarde en zelfs viceaanvoerder. In 2007 zette hij een stap hogerop. Hij vertrok naar het Deense Brøndby IF, waar hij in 2008 de aanvoerdersband van Per Nielsen overnam. Maar in 2009 deelde de club mee dat hij mocht vertrekken. Hij werd even uitgeleend aan het Noorse Viking FK. Na de uitleenbeurt werd zijn contract bij Brøndby meteen ontbonden, maar andere clubs konden hem pas enkele maanden later aantrekken. Daardoor zat hij een tijdje zonder club. De trainer van Aberdeen, Craig Brown, toonde in februari 2011 interesse in hem, maar omdat de officiële transferperiode nog niet begonnen was, kon Stefán niet terecht bij de Schotse club.
In maart 2011 tekende hij een contract voor enkele maanden bij Lillestrøm SK. Maar toen de club na zijn vertrek de nederlagen begon op te stapelen, haalde die Stefán terug. In januari 2012 tekende hij een contract bij Oud-Heverlee Leuven. Precies twee jaar later werd zijn contract stopgezet om familiale redenen. In februari 2014 tekende hij een contract voor drie jaar bij Breiðablik Kópavogur maar een jaar later beëindigde hij zijn loopbaan.

## Trainerscarrière
Stefán begon zijn carrière als hoofdtrainer bij de IJslandse tweedeklasser Haukar Hafnarfjörður, waarmee hij in het seizoen 2017 zevende eindigde in de 1. deild karla. Zijn volgende club was Leiknir Reykjavik. In juni 2019 plukte de Belgische tweedeklasser Lommel SK hem er weg om Tom Van Imschoot op te volgen als hoofdtrainer. Hij hield het echter niet lang vol bij Lommel, in oktober was Gíslason al ontslagen.